# René Wokoun
René Wokoun (* 2. prosince 1953 Praha) byl od března 2011 do února 2015 rektorem Univerzity Jana Evangelisty Purkyně v Ústí nad Labem (UJEP).

## Život
Studoval na Přírodovědecké fakultě Masarykovy univerzity v Brně, kde roku 1978 získal titul RNDr. Téhož roku nastoupil do Geografického ústavu Československé akademie věd (ČSAV), kde působil do roku 1979 a ve stejný rok se stal odborným asistentem na své alma mater, kde setrval až do roku 1992. Mezi tím se v roce 1984 stal kandidátem věd v oblasti regionální geografie. V roce 1993 se habilitoval (obor národní hospodářství) na Národohospodářské fakultě Vysoké školy ekonomické, kde od tohoto roku do současnosti působí. V roce 2008 se stal tamtéž profesorem (obor hospodářská politika).
V listopadu 2010 byl zvolen rektorem Univerzity J. E. Purkyně, kde ve funkci nahradil Ivu Ritschelovou. Do funkce jej jmenoval prezident republiky dne 23. února 2011. Funkční období mu vypršelo 28. února 2015. Nejdříve ho nahradila Alena Chvátalová, která byla pověřená vedením školy a od 18. března 2015 se stal řádným rektorem Martin Balej.

## Kontroverze
V rámci svého působení na UJEP vyplatil zřejmě neoprávněně vysoké odstupné odcházejícímu kvestorovi Vítovi Šumpelovi.